# 네이버 블로그 오늘일기 조기종료 사태
네이버 블로그 오늘일기 조기종료 사태는 네이버가 2021년 5월 1일부터 14일까지 진행하기로 한 네이버 블로그 '오늘일기' 이벤트를 갑자기 조기 종료한 사건이다.

## 사건개요

### 2021년

#### 5월1일
네이버가 블로그 사용자를 대상으로 오늘일기 마케팅을 진행.

#### 5월4일
네이버 블로그 공식 블로그로 이벤트 조기 종료 알림.
네이버 블로그팀 공식 블로그로 사과문 게시

#### 5월 7일
네이버는 오는 24일에 이벤트를 재계할 예정이라고 발표했다.

## 사건 발생 이후 사용자들의 반응
많은 네이버 블로그 이용자들이 분노했다. "오늘일기 블챌 3일만에 종료는 너무했다"는 이름의 네이버 카페가 개설되었으며,
회원 수는 현재 (21년 5월 5일 00시 기준) 2,000명을 돌파했다.
https://cafe.naver.com/naverwhy
또 '블로그 이용자들을 기만한 네이버 측에 제대로 된 대응을 요구합니다'라는 제목으로 국민청원이 게시되었다. https://www1.president.go.kr/petitions/Temp/p0wC69?page=1 보관됨 2021-05-04 - 웨이백 머신
트위터에서는 '조기종료'를 포함한 트윗이 100,000건 이상 업로드되어 '조기종료'가 실시간 트렌드에 올랐고, 조기종료 공지 글의 댓글은 20,000개를 돌파했다. 이용자들이 분노하자 부랴부랴 게재한 사과문을 작성하였다.

## 사과문 반응
네이버가 사과의 내용을 담은 글을 5월 4일 게시하였으나,
기본적인 맞춤법조차 준수되지 않은 부분이 많으며, 블로그 작성자에게 책임을 전가한다는 등의 이유로 진심이 없는 사과문으로 취급받고 있고,댓글 6500개를 돌파했으며 댓글의 대부분은 매우 부정적인 반응이다.
하지만 그 다음날 스팸성 댓글로 도배되었다.

## 같이 보기
- 네이버
- 네이버 블로그